# Pteris hispaniolica
Pteris hispaniolica är en kantbräkenväxtart som beskrevs av William Ralph Maxon. Pteris hispaniolica ingår i släktet Pteris och familjen Pteridaceae. Inga underarter finns listade.